# Únos vlaku 1 2 3
Únos vlaku 1 2 3 (v anglickém originále The Taking of Palham 123) je americký kriminální film z roku 2009. Režisérem filmu je Tony Scott. Hlavní role ve filmu ztvárnili Denzel Washington, John Travolta, James Gandolfini, Victor Gojcaj a John Turturro.

## Obsazení
| Denzel Washington | Walter Garber             |
| John Travolta     | Ryder/Dennis Ford/Mr.Blue |
| James Gandolfini  | starosta                  |
| Victor Gojcaj     | Bashkin/Mr.Grey           |
| John Turturro     | Camonetti                 |
| Luis Guzmán       | Phil Ramos/Mr.Green       |
| Ramón Rodríguez   | Delgado                   |
| Robert Vataj      | Emri/Mr.Brown             |